# Wesmaelius posticatus
Wesmaelius posticatus is een insect uit de familie van de bruine gaasvliegen (Hemerobiidae), die tot de orde netvleugeligen (Neuroptera) behoort. 
Wesmaelius posticatus is voor het eerst wetenschappelijk beschreven door Banks in 1905.